# 阿夫勒梅尼鄉
48°01′N 26°57′E / 48.017°N 26.950°E
阿夫勒梅尼鄉（羅馬尼亞語：Comuna Avrămeni, Botoșani），是羅馬尼亞的鄉份，位於該國東北部，由博托沙尼縣負責管轄，面積111平方公里，海拔高度195米，2007年人口3,841，人口密度每平方公里34人。